# Świadkowie Jehowy w województwie opolskim
Świadkowie Jehowy w województwie opolskim – wspólnota religijna Świadków Jehowy w województwie opolskim. W wyniku Narodowego Spisu Powszechnego Ludności i Mieszkań 2011 określono liczbę osób na terenie województwa deklarujących swoją przynależność religijną do Świadków Jehowy na 3749. Natomiast liczba głosicieli według opracowania GUS „Wyznania religijne w Polsce 2019–2021” w roku 2021 wynosiła 2806. W październiku 2024 roku na terenie województwa znajdowały się miejsca zebrań 31 zborów (w tym zboru rosyjskojęzycznego i ukraińskojęzycznego) i dwóch grup języka migowego.

## Historia

### Początki działalności
Działalność Świadków Jehowy na terenie województwa opolskiego zapoczątkowali na początku XX wieku niemieccy współwyznawcy (na terenie należącym wtedy do Cesarstwa Niemieckiego). 
W lutym 1921 roku wykłady biblijne w zborach w Lewinie Brzeskim i Brzegu wygłosił przedstawiciel niemieckiego biura, pielgrzym Max Cunow.
W 1931 roku w Nysie i w Opolu (Bolko) zorganizowano pierwsze kongresy na tym terenie.
Kolejne zgromadzenia Świadków Jehowy (przyjęcie nowej nazwy w 1931 roku) odbyły się w roku 1932 w Nysie (30, 31 stycznia, przy Luisenplatz 9 b) oraz w Opolu (11, 12 czerwca, przy Auenstr.). 
We wrześniu 1931 roku przedstawiciel niemieckiego biura, pielgrzym o nazwisku Rahbe odwiedził zbory w Paczkowie, Nysie, Piotrówce, Opolu i Lewinie Brzeskim.
W 1932 i 1933 roku zbory w Nysie, Paczkowie, Głubczycach, Opolu, Lewinie Brzeskim, Brzegu, Prudniku, Pisarzowicach i Białej odwiedził przedstawiciel niemieckiego biura Towarzystwa Strażnica Robert Arthur Winkler. W tym samym roku pielgrzym Engel odwiedził zbór w Paczkowie (18.04).
Pod koniec 1935 roku w Przedmościu działała licząca 9 osób polskojęzyczna grupa, zebrania odbywały się u Konstantyna Sobierka. Działalność kaznodziejską prowadzono m.in. w Praszce. Natomiast w Szyszkowie chciano pobić jednego z głosicieli.

### Prześladowania w okresie nazizmu
W czasie II wojny światowej wielu wyznawców z tego terenu zginęło w hitlerowskich obozach koncentracyjnych (m.in. z okolic Brzegu, Opola, Niemodlina). Niektóre dzieci Świadków Jehowy – głównie ze Śląska – umieszczono w obozie poprawczym w Grodkowie k. Nysy oraz w klasztorze katolickim w Czarnowąsach pod Opolem.

### Okres powojenny
Wznowiono działalność kaznodziejską. Jednym z pierwszych pionierów specjalnych w Prudniku, Głogówku, Strzelcach Opolskich, Krapkowicach był Henryk Dornik. Powstały nowe zbory. W lipcu 1947 roku w Prudniku ochrzczono 17 osób. Dwóch pionierów z Chełmszczyzny działało w regionie Olesna, Kluczborka i Opola. Miejscem ich kwatery była Kolonia Biskupska, gdzie istniał niewielki zbór. W 1947 roku istniała już liczna grupa w Kluczborku.

### Prześladowania
W roku 1950 miała miejsce fala aresztowań i od tego roku działalność prowadzona była konspiracyjnie.
W roku 1950 według szacunków WUB na terenie województwa opolskiego działało 17 grup i co najmniej 650 głosicieli.
Na koniec 1950 roku spośród 88 aresztowanych w województwie, 10 zostało skazanych na bezwzględne kary pozbawienia wolności. W następnych dziesięcioleciach – w czasie zakazu działalności – powstały kolejne zbory. Wyznawcy za działalność religijną oraz za odmowę służby wojskowej byli skazywani na kary więzienia. Wielu zostało osadzonych w więzieniu w Strzelcach Opolskich.

#### Sprawy przeciwko Świadkom Jehowy
Urzędy Bezpieczeństwa Publicznego i Milicja Obywatelska toczyły sprawy m.in. o kryptonimach: „Wiara” (dotycząca działalności na terenie powiatu kozielskiego; 1948–1953); „Pokrzywica” (dotycząca działalności Świadków Jehowy w okolicy Grodkowa; 1947–1956); „Fanatyk” (dotycząca działalności Anny Wiatr na terenie powiatu oleskiego; 1947–1964); „Zagranica” (dotycząca działalności Świadków Jehowy w okolicy Kluczborka; 1948–1954); „Gołąb” (dotycząca działalności Władysława Gołąbka; 1950–1956); „Fanatycy” (dotycząca działalności Antoniego Kałuży; 1952–1953); „Odchyleniec” (dotycząca działalności Jana Berezowskiego; 1957–1963); „Stolarz” (dotycząca działalności Józefa Czermaka; 1972–1973); „Zima” (dotycząca działalności Mariana Mroza; 1976–1977); „Tajemniczy” (dotycząca działalności Bronisława Grzanki i zboru w Prudniku; 1978–1985).
Prowadzili też sprawy: dotycząca działalności zboru w Opolu (przeciwko Teodorowi Zakrzewskiemu; 1951–1959); przeciwko Marii Skoc (1947–1955); przeciwko Bronisławowi Grzance (1950–1956); przeciwko Tadeuszowi Łabodzińskiemu (1950); przeciwko Ignacemu Morysiowi (1950–1952); przeciwko Józefowi Skrzypkowi (1950–1977); przeciwko Jadwidze Chonaj (1950–1955); przeciwko Józefowi Zadęckiemu (1950–1959); przeciwko Andrzejowi Księżykowi (1950–1956); przeciwko Janowi Bednorzowi (1951–1952);
przeciwko Adamowi Jelonkowi (1952–1953); przeciwko Franciszkowi Ostrychaczowi (1952–1956); przeciwko Feliksowi Nogajowi (1950–1955; dotycząca działalności na terenie Kędzierzyna-Koźla); przeciwko Helmutowi Drzazdze (1953–1955); przeciwko Antoninie Czerewicz (1955–1959); przeciwko Wiktorowi Nowakowi (1955–1964; dotycząca działalności zboru w Oleśnie); przeciwko Karolowi Kukle (1957–1962); przeciwko Jerzemu Bartosiewiczowi (1958–1959; dotycząca działalności w Strzelnikach); przeciwko Tadeuszowi Przybyszowi (1962–1966; dotycząca działalności na terenie Gogolina); przeciwko Joannie Piask (1969); przeciwko Annie Piskorskiej i Kazimierzowi Michurze (1974; dotycząca rozpowszechniania publikacji religijnych).

#### Działalność i „zgromadzenia leśne”
Szczególnie od 70. XX wieku głosiciele w lecie prowadzili grupową wyjazdową działalność kaznodziejską na terenach, gdzie jest mniej wyznawców (wcześniejsze nazwy: grupy pionierskie, ośrodki pionierskie, obozy pionierskie). Organizowano nieoficjalne zgromadzenia tzw. konwencje leśne. 
Pod koniec 1977 roku przedstawiciele Ciała Kierowniczego Świadków Jehowy oficjalnie spotkali się z niektórymi wyznawcami na terenie obecnego województwa opolskiego.

### Rozwój działalności

#### Kongresy i zgromadzenia
Od roku 1982 rozpoczęto ponownie wynajmować hale sportowe (m.in. w Kędzierzynie-Koźlu), a w następnych latach również stadiony na kongresy, m.in. Stadion Odry Opole.
Kongresy regionalne dla większości zborów z województwa opolskiego odbywają się w Stegu Arena w Opolu (2023, 2024).
Natomiast kongresy dla zborów z rejonu Raciborza odbywają się w Centrum Kongresowym w Sosnowcu.
Wcześniej kongresy dla zboru z województwa odbywały się we Wrocławiu (Hala Stulecia; 2018 i 2019: Stadion Wrocław) oraz w Centrum Kongresowym w Sosnowcu (dla zborów ze wschodniej części województwa); na Stadionie Śląskim w Chorzowie (1989 – „Prawdziwa pobożność”; 2006 – „Wyzwolenie jest blisko!”; 2018 – „Bądź odważny!”; 2019 – „Miłość nigdy nie zawodzi!”).
Kongresy odbyły się też w Amfiteatrze Tysiąclecia w Opolu (31 lipca 1983 roku, „Jedność dzięki Królestwu”), na Stadionie Miejskim w Opolu (2008 (3500 obecnych, 45 osób zostało ochrzczonych), 2010 (przeszło 3000 obecnych), 2015) oraz w Hali Azoty w Kędzierzynie-Koźlu (2015, 2016, 2017).

#### Sala Zgromadzeń

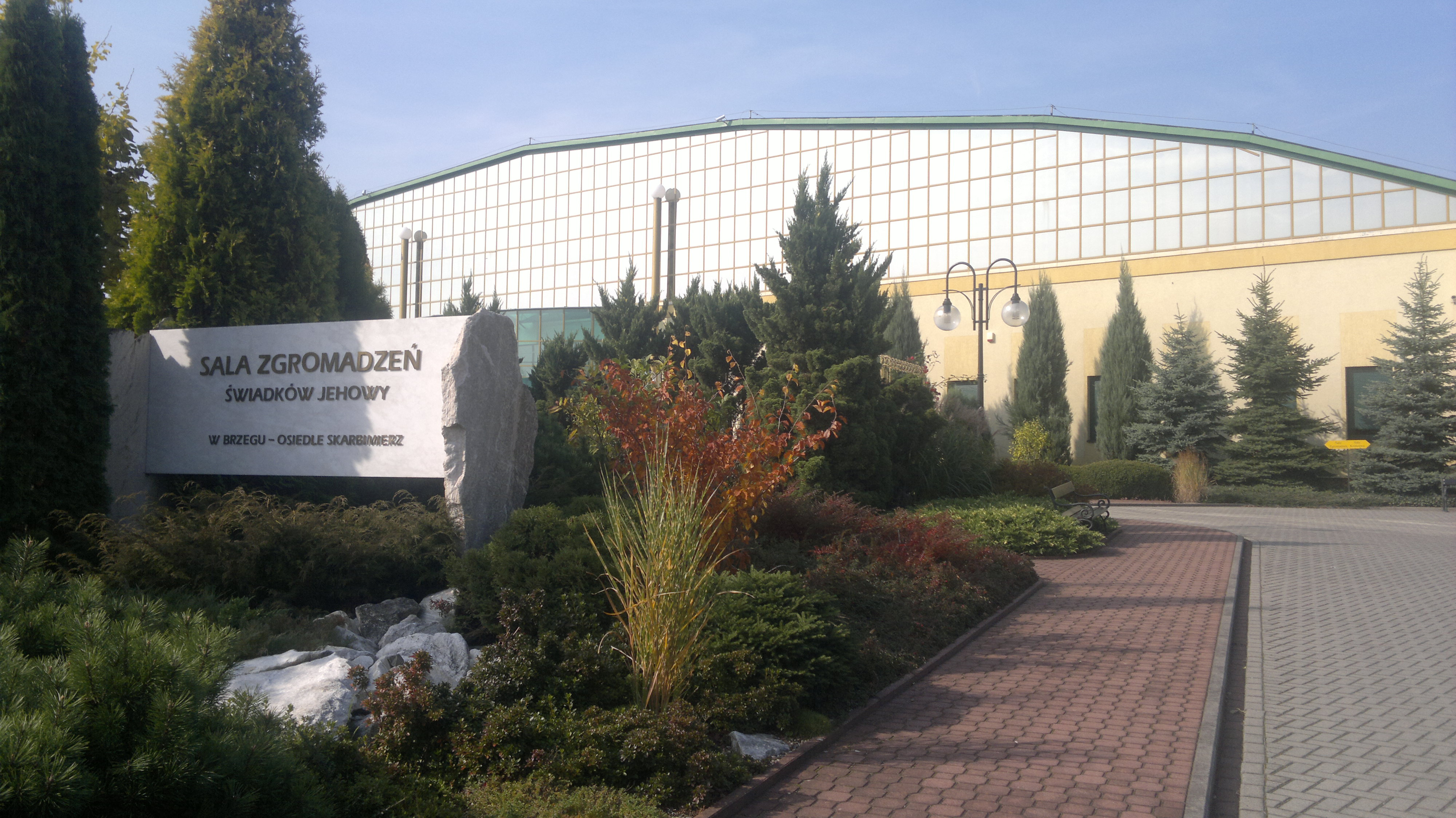
Sala Zgromadzeń w Skarbimierzu na 1100 osób koło miasta Brzeg, uroczyście oddana do użytku 23 września 2000 roku

W podbrzeskiej miejscowości Skarbimierz zaadaptowano były hangar na nieczynnym lotnisku wojskowym na Salę Zgromadzeń dla 1100 osób. Korzystają z niej w czasie zgromadzeń obwodowych wyznawcy z województwa dolnośląskiego i opolskiego. Kompleks posiada również Salę Królestwa (dla trzech zborów: Lubsza, Brzeg–Wschód i Brzeg–Zachód [w tym grupa języka migowego]).

#### Sale Królestwa
Od lat 90. XX w. powstały Sale Królestwa (ostatnio w maju 2023 roku w Głubczycach oraz w 2016 roku w Oleśnie).

#### Działalność w zakładach karnych
Świadkowie Jehowy prowadzą także biblijną działalność wychowawczą w zakładach karnych i aresztach, studiując Biblię z więźniami, m.in. w dwóch więzieniach w Strzelcach Opolskich oraz w Głubczycach, Grodkowie, Brzegu, Kędzierzynie–Koźlu i w Prudniku. Niektórzy skazani dzięki temu dokonali niezbędnych zmian w swym postępowaniu, by mogli zostać ochrzczeni.

#### Działalność w polskim języku migowym oraz wśród obcokrajowców
Działalność prowadzona jest również wśród obcokrajowców. Oprócz języka polskiego i polskiego języka migowego zebrania zborowe organizowane są także w języku rosyjskim i ukraińskim.

#### Pozostała działalność
W 2008 roku na terenie województwa działało 48 zborów. W 2010 roku było 3158 głosicieli w 48 zborach oraz 30 Sal Królestwa.
W roku 2013 wdrożono program świadczenia publicznego na terenie poszczególnych zborów za pomocą wózków z bezpłatną literaturą biblijną. W 2015 roku było 3001 głosicieli w 35 zborach. W roku 2018 liczba głosicieli wynosiła 2835 należących do 32 zborów. W 2021 roku było 2806 głosicieli należących do 32 zborów, w których usługiwało 232 starszych zboru.

#### Bezkrwawa chirurgia
W 2005 roku na Ogólnopolskim Sympozjum Interdyscyplinarnym w Opolu wręczono puchary „Pionierzy Bezkrwawej Medycyny” dla uznanych lekarzy działających na rzecz metod alternatywnych transfuzji krwi w chirurgii, a Miejska Telewizja Opole wyprodukowała z tej okazji serię filmów: Pionierzy Bezkrwawej Chirurgii w Polsce. Komitet Łączności ze Szpitalami organizuje w ośrodkach medycznych spotkania pod hasłem „Postępowanie medyczne u Świadków Jehowy – podejście oparte na współpracy” (odbyły się one m.in: 27 grudnia 2023 roku w Prudnickim Centrum Medycznym, 20 marca 2024 roku w Wojewódzkim Szpitalu Specjalistycznym im. Św. Jadwigi w Opolu).

#### Pomoc dla potrzebujących
W czasie powodzi w 1997 roku oraz powodzi w 2010 roku zorganizowano pomoc humanitarną głównie dla poszkodowanych przez nią współwyznawców. Podobną pomoc zorganizowano we wrześniu 2024 roku dla współwyznawców i innych mieszkańców poszkodowanych przez powódź. Od końca lutego 2022 roku rozpoczęto organizowanie pomocy dla Świadków Jehowy z Ukrainy, uchodźców – ofiar inwazji Rosji. W tym celu na terenie województwa powołano jeden z 16 Komitetów Pomocy Doraźnej działających w Polsce, składający się z przeszkolonych wolontariuszy.

## Zbory
Poniższa lista obejmuje zbory zgromadzające się na terenie województwa:
Na terenie miast na prawach powiatu (Opole)
- Opole: 6 zborów: Opole–Południe, Opole–Północ (w tym grupa j. migowego), Opole–Prószków, Opole–Rosyjski, Opole–Ukraiński, Opole–Wschód

Na terenie powiatów

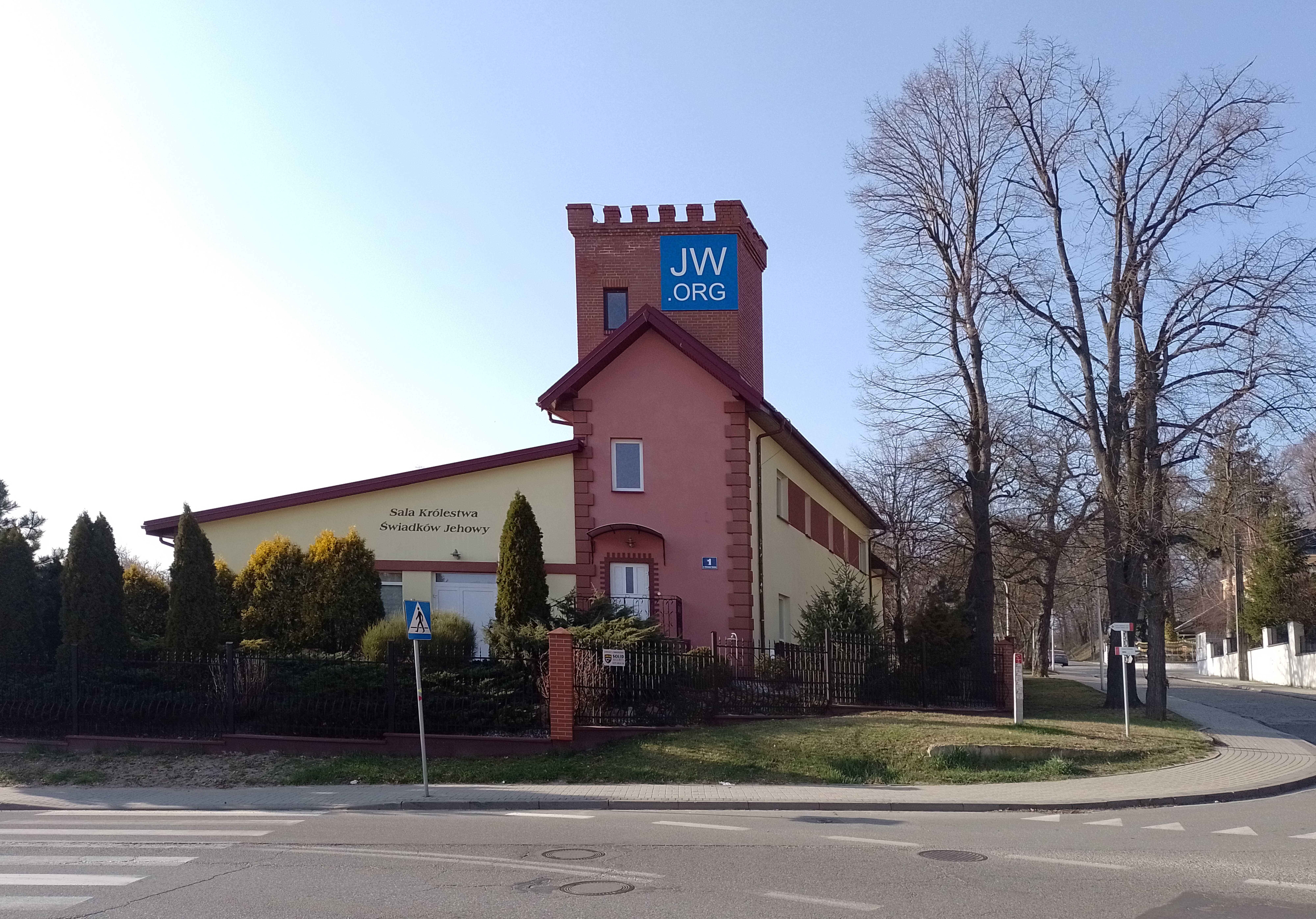
Sala Królestwa Świadków Jehowy w Nysie

- powiat brzeski: 5 zborów: Brzeg–Wschód, Brzeg–Zachód (w tym grupa języka migowego) (Sala Królestwa: Skarbimierz), Grodków, Lewin Brzeski, Lubsza (Sala Królestwa: Skarbimierz)
- powiat głubczycki: 1 zbór: Głubczyce
- powiat kędzierzyńsko-kozielski: 2 zbory: Kędzierzyn-Koźle–Wschód, Kędzierzyn–Koźle-Zachód
- powiat kluczborski: 3 zbory: Kluczbork–Byczyna, Kluczbork–Południe (Sala Królestwa: Ligota Dolna), Wołczyn–Dąbrówka
- powiat krapkowicki: 2 zbory: Krapkowice–Centrum, Krapkowice–Otmęt
- powiat namysłowski: 2 zbory: Namysłów–Północ, Namysłów–Południe
- powiat nyski: 4 zbory: Głuchołazy, Nysa–Miasto, Nysa–Północ, Nysa–Wschód
- powiat oleski: 2 zbory: Olesno, Praszka
- powiat opolski: 2 zbory: Niemodlin, Ozimek
- powiat prudnicki: 1 zbór: Prudnik
- powiat strzelecki: 2 zbory: Strzelce Opolskie, Zawadzkie–Dobrodzień (Sala Królestwa: Ozimek)